# Site archéologique de Complutum
Le site archéologique de Complutum est un ensemble de vestiges archéologiques correspondant à la cité de Complutum, une ancienne cité romaine qui est aujourd'hui Alcalá de Henares, dans la Communauté de Madrid. Le site se trouve dans l'actuelle calle del Juncal, au sud-est de l'actuelle ville, et à un kilomètre du noyau médiéval (place et église de los Santos Niños) ; alors que l'oppidum pré-romain était situé sur des points plus élevés dans les collines pour faciliter sa défense de l'autre côté de la rivière Henares.
Depuis 1988, le site est déclaré comme monument historique par la direction générale du patrimoine culturel du ministère de la culture de la Communauté de Madrid.
Depuis le 6 août 2008, une partie importante (un circuit délimité dans le forum) a ouvert au public comme musée en plein air intégré dans le réseau des sites que l'on peut visiter dans la Communauté de Madrid.

## Contexte historique
La cité romaine de Complutum est construite au Ier siècle, puis réhabilitée et restaurée en grande partie au IIIe siècle. L'emplacement de cette ville est probablement le résultat de son excellente position entre les différentes voies de communication et par sa proximité avec différentes ressources naturelles comme la rivière Henares ou les plaines arables autour de la rivière.
La présence romaine dans la zone couvre environ six siècles depuis le Ier siècle av. J.-C. jusqu'à la chute de l'Empire romain. Il semble, selon les preuves archéologiques et épigraphiques, que la ville connut un développement important durant le Bas-Empire romain, malgré la crise que celui-ci vécut dès le IIIe siècle et jusqu'à sa chute au Ve siècle.

## Fouilles archéologiques

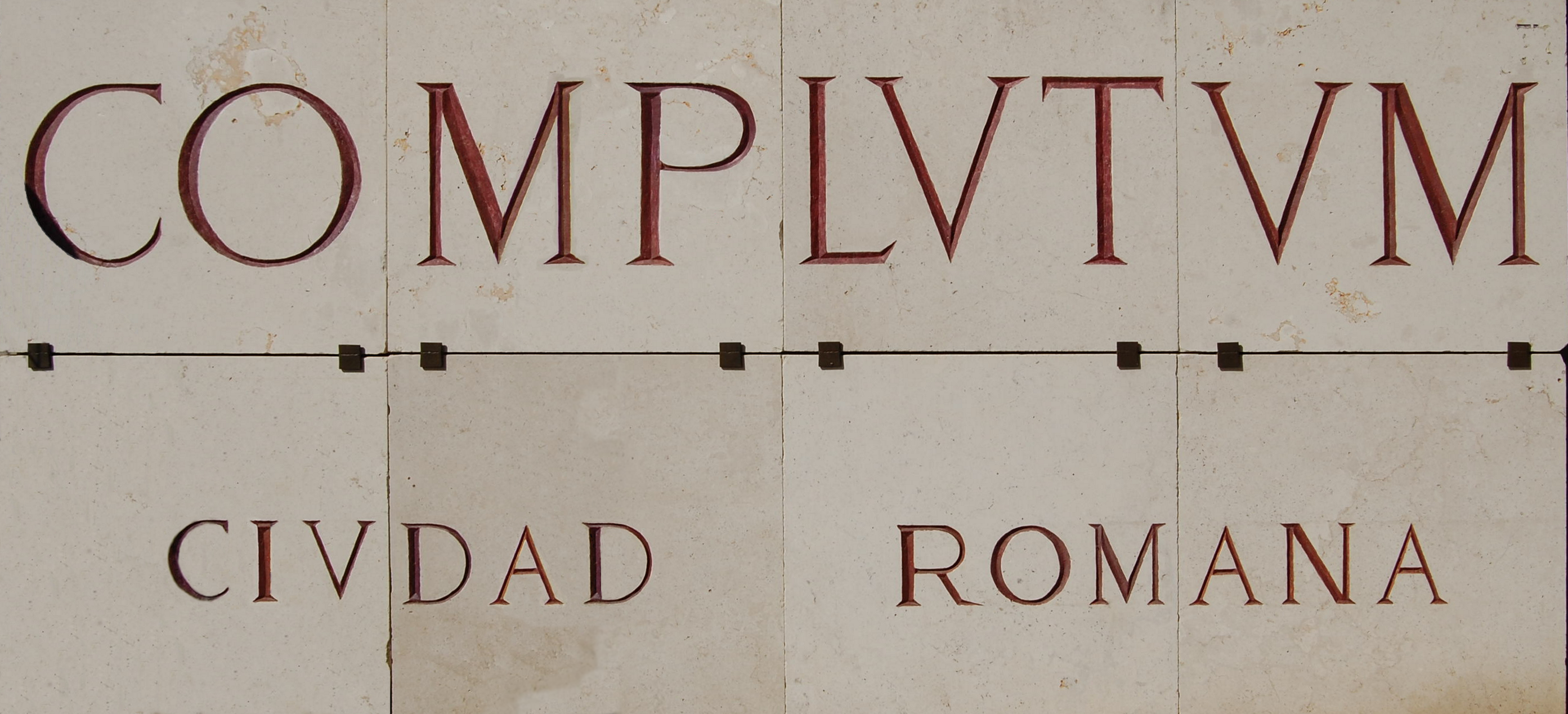
Indicatif d'accès au site archéologique de Complutum.

Il existe également des ruines archéologiques du début de l'époque moderne. Cependant certaines fouilles ont été réalisées sans aucune méthode archéologique, ce qui signifie que certains des vestiges retrouvés ont perdu une partie de leurs témoignages historiques. De plus, l'absence de législation archéologique au XIXe siècle a favorisé la vente de beaucoup de pièces archéologiques dès leurs découvertes.
En 1985, la Ley de Patrimonio Histórico Español est promulguée et en 1986, son règlement est publié. Dans ce règlement, il est mentionné spécifiquement les biens qui appartiennent au patrimoine historique espagnol (article 40), et la conceptualisation des termes « fouilles » et prospection archéologique (article 41), ainsi que les conditions de l'exécution de ces termes (article 43). Ces dispositions sont complétées par le Plan Général de Madrid en 1985.
La première série de campagnes entièrement scientifique et réglementée a été réalisée entre 1985 et 1990 pour montrer la richesse du gisement. En novembre 2003, de nouvelles campagnes ont débuté et elles se poursuivent encore aujourd'hui.

## Description du site

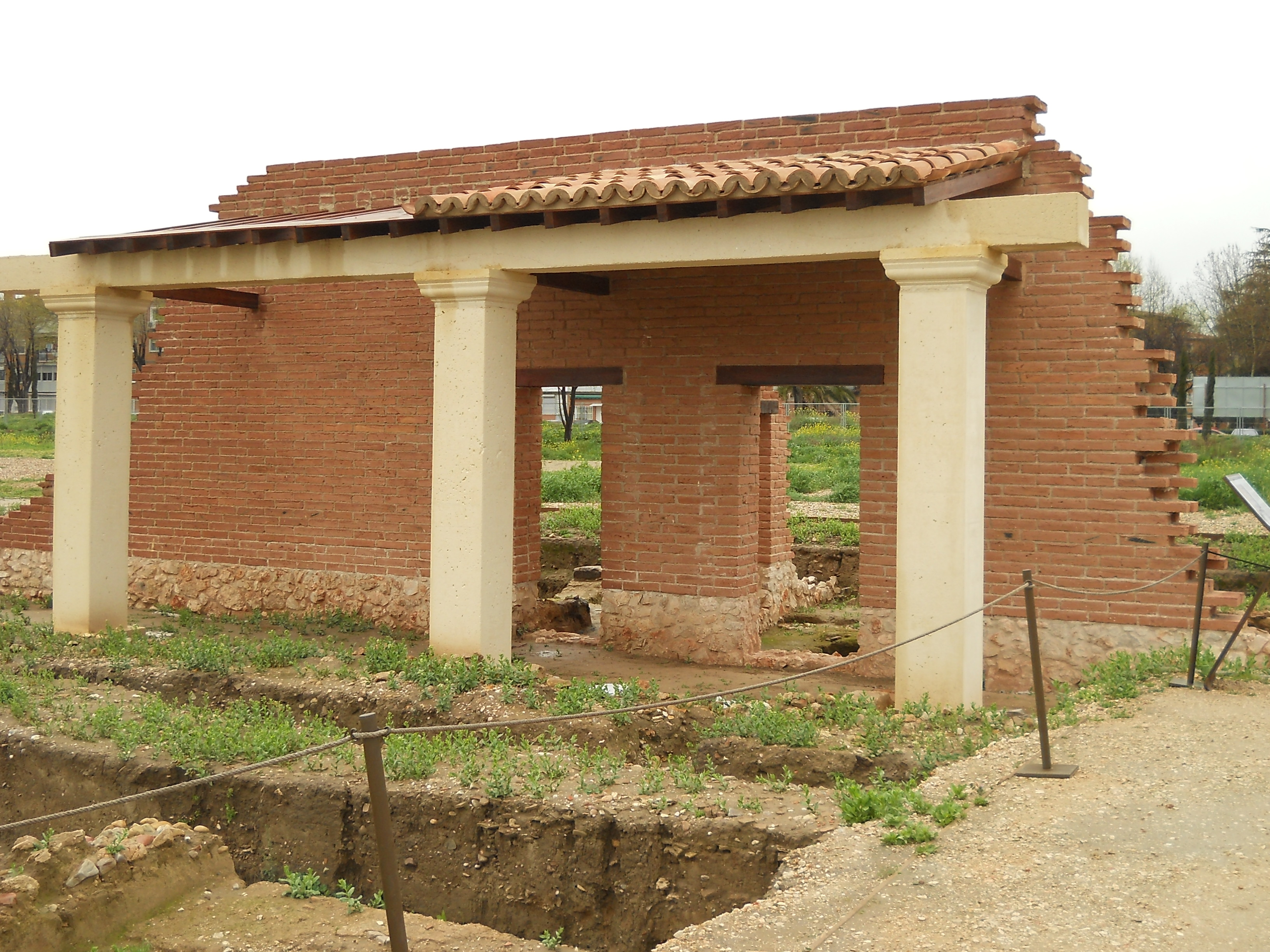
La façade monumentale du site archéologique de Complutum.

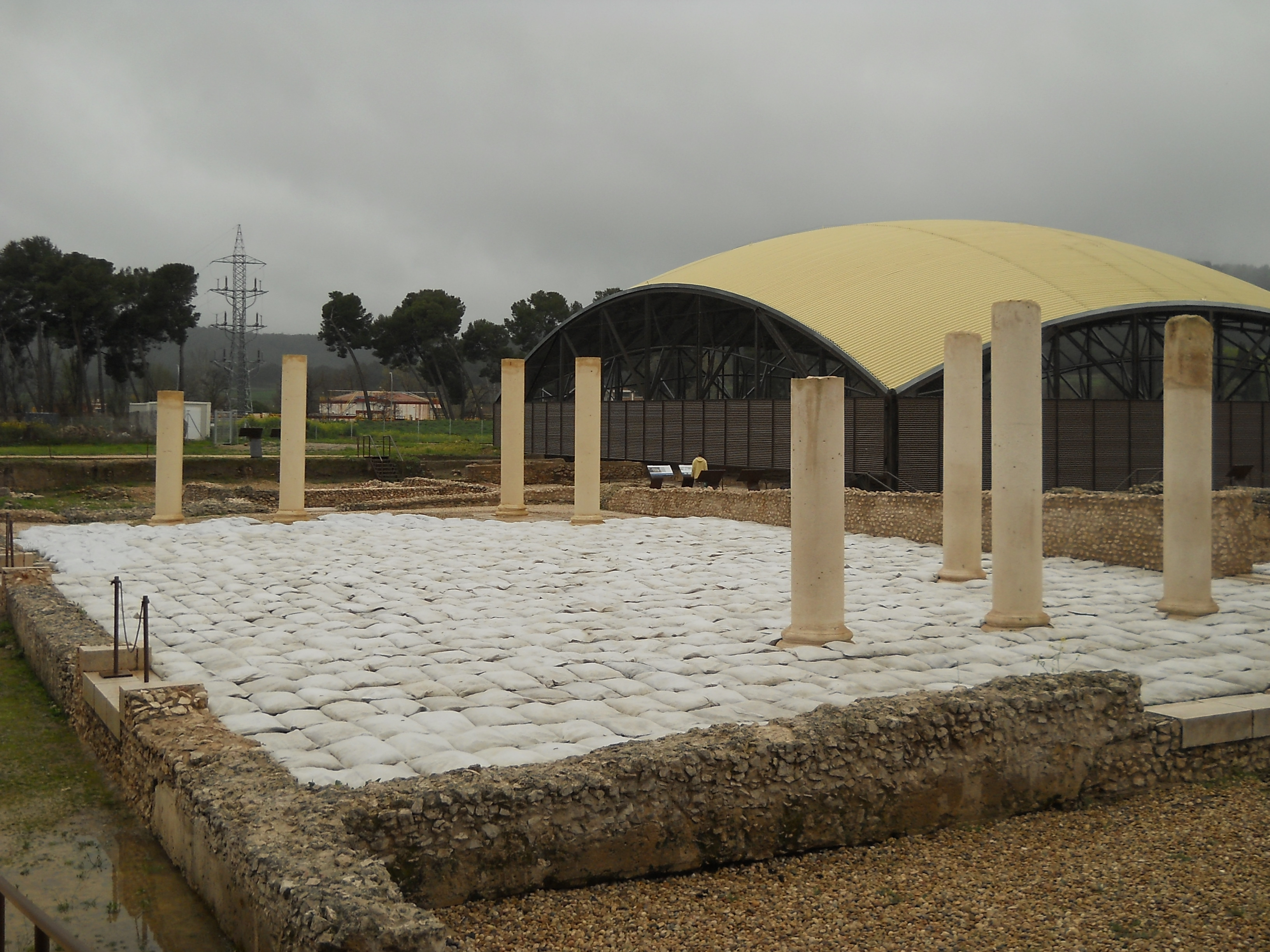
La basilique civile sur le site archéologique de Complutum.

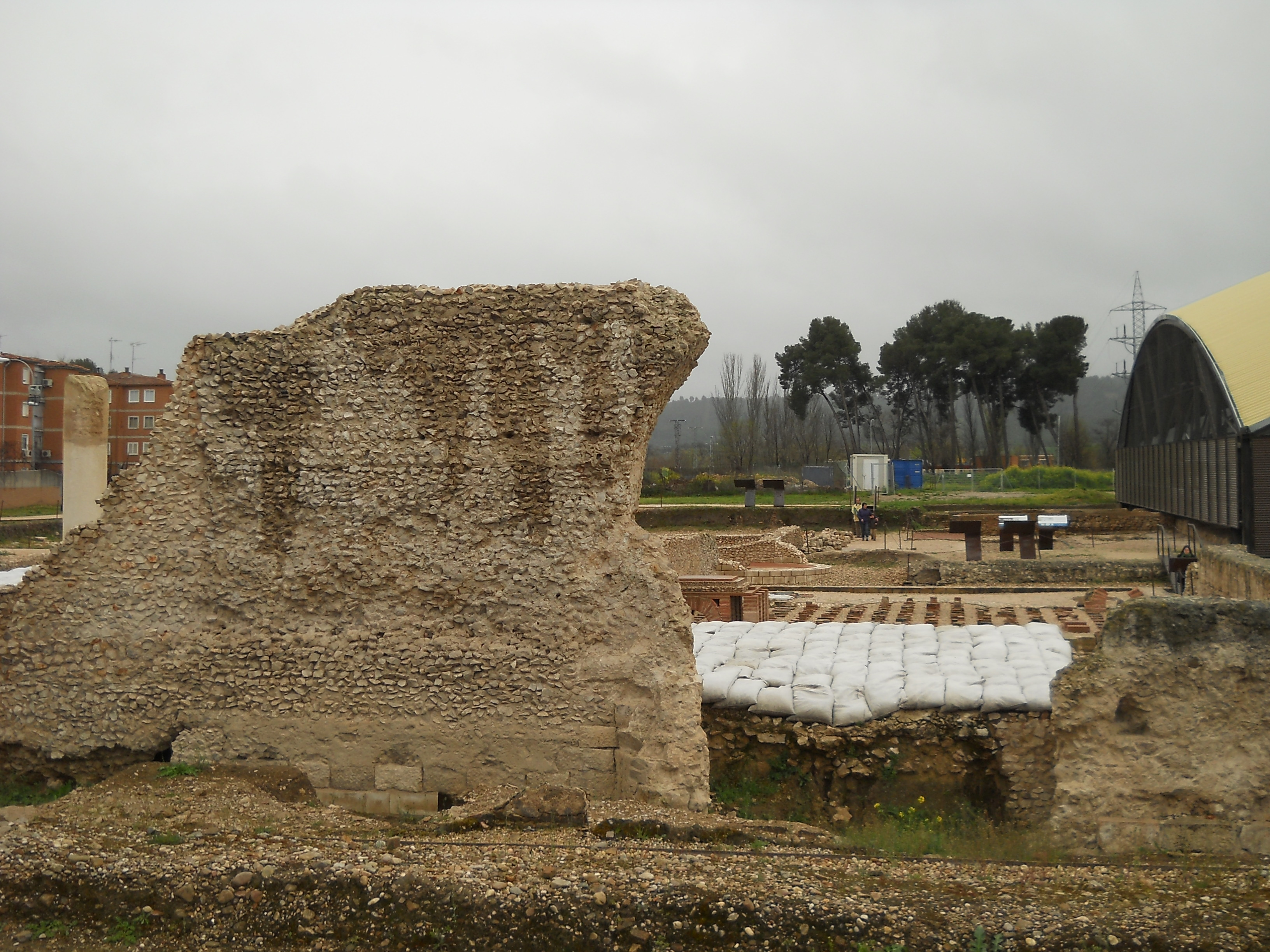
Le « Paredón del Milagro ».

La cité de Complutum fut partiellement détruite dans les années 1960, quand une série d'édifices résidentiels fut construite sur l'emplacement des vestiges archéologiques. Actuellement, certains édifices sont fouillés et quelques éléments importants sont consolidés.
Il existe aussi des preuves du tracé urbain dans la ville, car cinq decumanus et un cardo ont été conservés. Les limites de la ville sont également connues  puisque dans les édifices adjacents qui ont été détruits sur le site et dans les zones qui leur sont proches, les prospections archéologiques ont permis de les définir.
Comme dans presque toutes villes qui sont fondées ou reconstruites à partir du Ier siècle av. J.-C., les Romains emploient un urbanisme d'inspiration grecque avec leurs propres apports ingénieriques hérités de la culture étrusque. Avec un tracé caractérisé par une trame orthogonale des rues : celles-ci se croisent en angle droit, définissant des blocs occupés par des maisons et des places. Les rues qui sont orientées Est-Ouest, recevaient le nom de decumanus, et celles qui sont dans le sens le Nord-Sud se dénomment cardo.
À Complutum, il faut distinguer deux quartiers : l'un plus ancien, à l'Est, construit dans les années 20 ou 30 du Ier siècle, où les blocs sont rectangulaires, et d'une dimension de 32 x 42 m. L'autre quartier, à l'Ouest, est plus moderne et date des années 60 du Ier siècle, avec des blocs carrés de 32 x 32 m.

### Forum
Le forum est le lieu où se situaient les principaux bâtiments publics et lieux de vie des habitants. L'ensemble monumental du forum de Complutum est constitué d'une basilique, d'une curie, de quelques thermes et de deux portiques avec de nombreux établissements de vente au public (tabernae). Cet ensemble est complété par une grande façade monumentale qui ornait la place du forum. Il est probable qu'en face de cette place deux temples jumeaux s'élevaient, c'est-à-dire actuellement sous les édifices de la ville moderne.

#### Façade monumentale
La façade monumentale est composée d'un grand mur de pierre, avec de grandes colonnes qui imitent les fronts scéniques des théâtres. La façade est revêtue de marbre surmontée de sculptures et avec au centre une inscription poétique : carmen epigraphicum (liée à L'Énéide de Virgile), pour la commémoration de la réhabilitation du forum à la fin du IIIe siècle.

#### Basilique
L'un des lieux les plus importants de la ville, la basilique, est construit au IIIe siècle près de quelques thermes du Ier siècle. L'édifice a été construit avec un couloir central séparé par une rangée de colonnes. C'est le tribunal de justice, en plus d'être un lieu pour la signature d'accords commerciaux.

### Thermes
Les thermes nord étaient attachés à la basilique et sont utilisés jusqu'à la fin du IIIe siècle comme des bains publics, puis le bâtiment devient un espace de réunion pour la curie de la cité. Les thermes sud ont été construits à la fin du IIIe siècle pour remplacer les thermes nord, une fois ceux-ci convertis en curie.

### Curie
Elle est située à côté de la basilique et son usage était destiné au sénat de Complutum. Dans ce bâtiment se trouve le « Paredón del Milagro », objet d'un culte chrétien pendant plusieurs siècles, car d'après la tradition c'est ici que se trouve le mur des martyres des saints Justo et Pastor, même s'il est probable que ce soit le lieu où fut dictée la sentence et qu'ils furent exécutés au Campo Laudable dans les environs de Complutum.

### Portiques
Il s'agissait d'un lieu commercial avec plusieurs boutiques.

### Casa de los Grifos

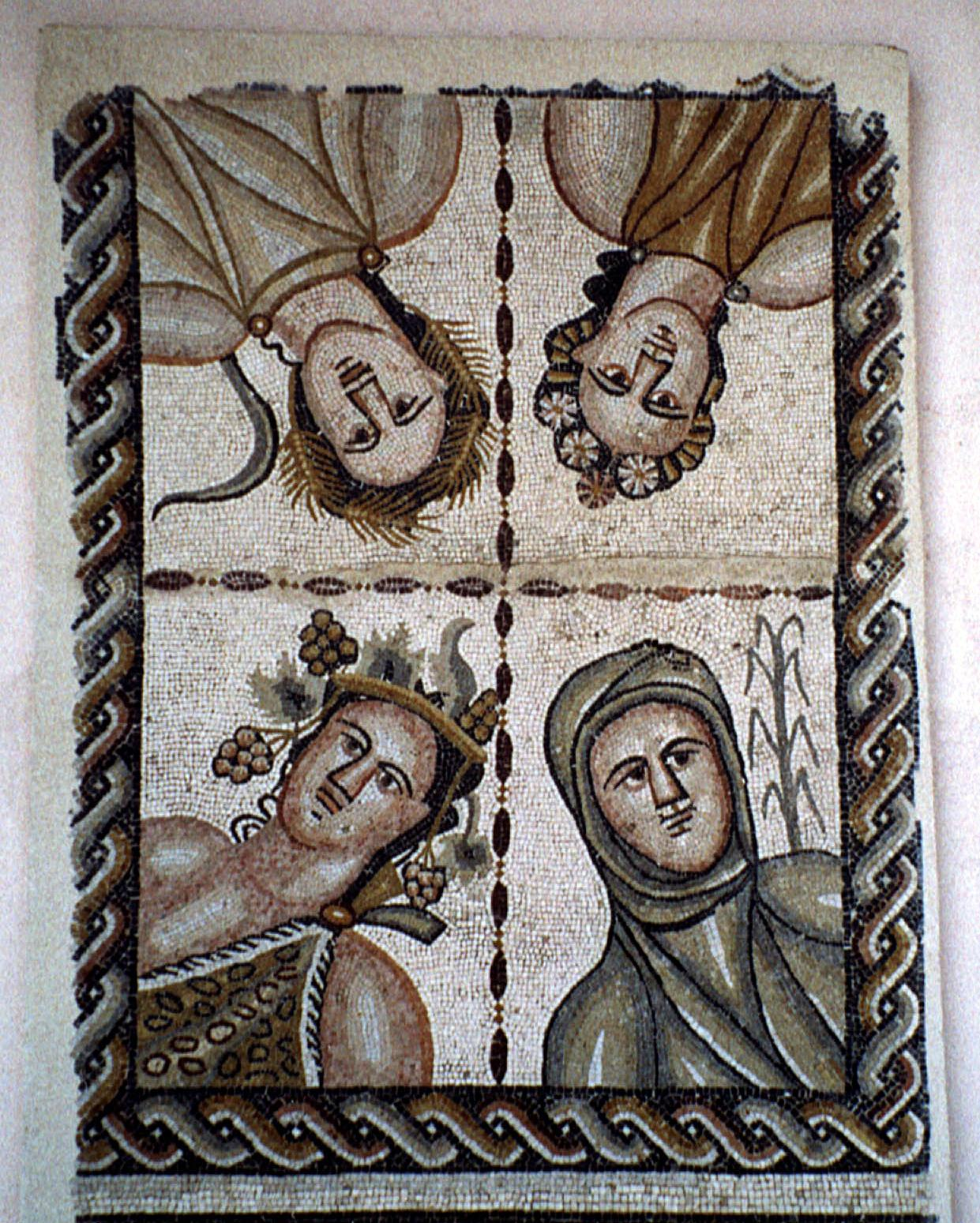
Mosaïque romaine des Cuatro Estaciones de la Casa de Baco à Complutum. Dans le sens contraire des aiguilles d'une montre et en partant d'en haut à droite : printemps, été, automne et hiver.

La partie centrale du site archéologique est la Casa de los Grifos, un édifice construit au milieu du Ier siècle et qui a été utilisé jusqu'au IVe siècle au moment où il fut détruit par un incendie accidentel. C'était l'un des meilleurs domus de la ville, avec des équipements inhabituels : une cheminée dans la salle dénommée aujourd'hui « estancia F » ainsi que son système de stockage et de distribution d'eau. Un grand portique sur le cardo même si elle reste au niveau architectural comme la plupart des maisons romaines, c'est-à-dire très fermée sur l'extérieur, avec seulement de petites fenêtres. Le domus était de grande taille (900 m2), avec une ample cour intérieure (99 m2) entourée par un péristyle de douze colonnes. Une peinture murale et des griffons ont également été retrouvés dans la maison.
L'« habitación E » comprenait une salle qui avait pour rôle de recevoir les clients (tablinium) ; elle était ouverte sur le péristyle. Cette salle est de style pompéien à la mode durant le règne de l'empereur Hadrien entre 117 et 138). Le décor est composé d'une architecture figurée (7,60x4,90 mètres) avec deux colonnes ioniques placées sur un socle de couleur jaune qui imite des plaques de marbre (opus sectile) avec en son centre une fleur. D'autres vestiges picturaux et ornementaux sont présents comme des végétaux, des candélabres, des cratères, des fontaines, des clipeus, des situles et des cornes d'abondance.
Dans la « estancia D », il faut noter la présence d'une figure humaine flottante et dans le couloir, celle d'un cavalier dans une scène de chasse. Dans la « estancia J », il est possible de voir la représentation d'un dieu solaire stéréotypé, un cygne triomphal (une métamorphose de Jupiter), un oiseau et des griffons qui donnent leurs noms à la maison. Il est également possible de noter la présence de l'imitation de volets en bois et de portes métalliques.

### Maison d'Hippolytus
Au nord-ouest, à quelques mètres, la maison d'Hippolytus fut le premier site archéologique visitable de la Communauté de Madrid. La fonction du bâtiment était éducative, car il servait à la formation des jeunes de l'élite sociale de Complutum. La fonction du bâtiment est à l'opposé des frises représentées à l'intérieur de la maison car la plupart des peintures montrent les différents loisirs de l'époque.
Dans la pièce Mosaico de Hippolytus qui est la plus grande de la maison, est reproduite une scène de pêche qui a été réalisée pour l'une des familles les plus riches de la ville. La dénomination de la pièce provient du nom du maître nord-africain qui l'a décorée,.

### Maison de Mars

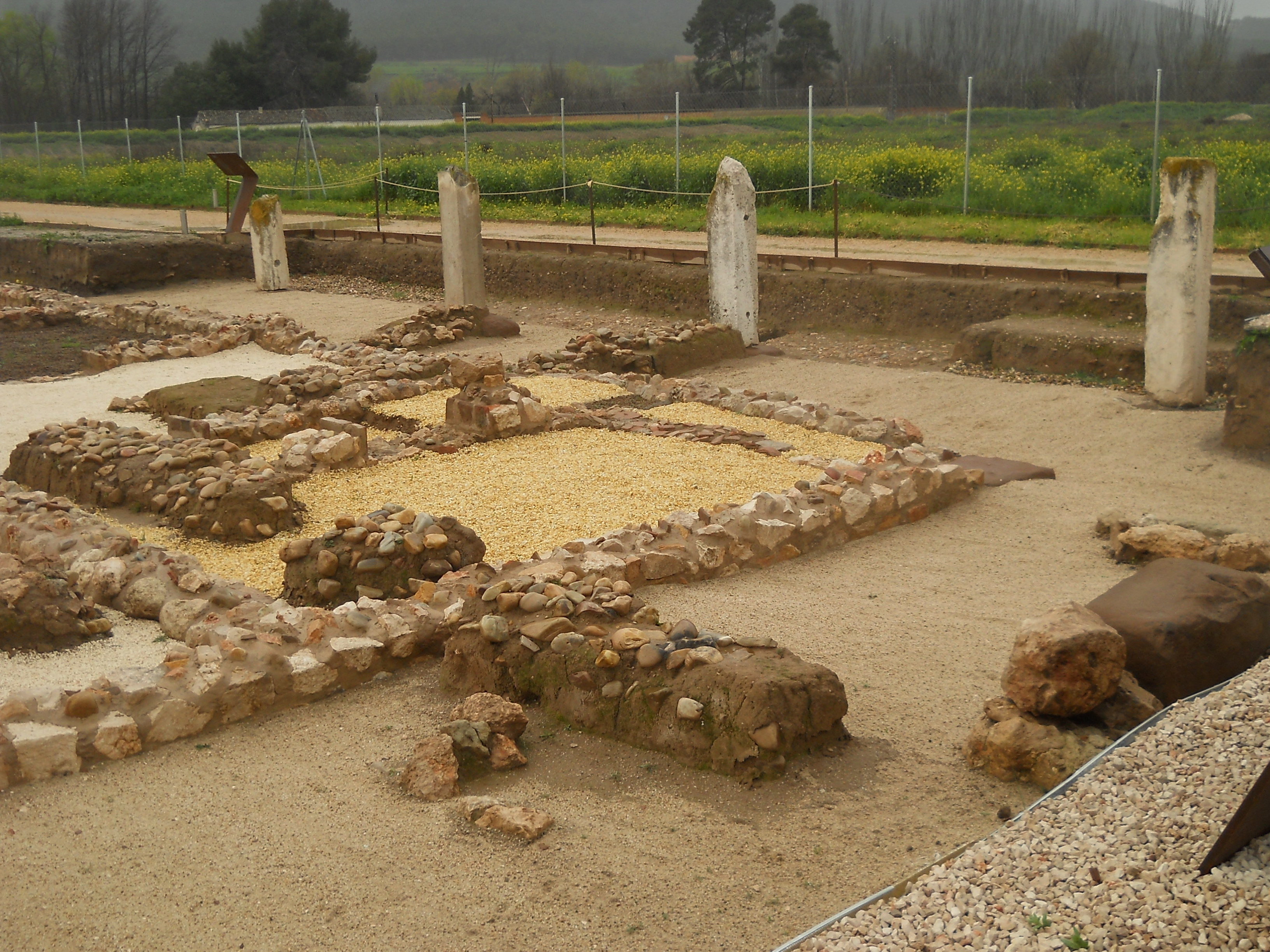
Vestiges de la maison de Mars

Il s'agit d'un domus qui a été construit par une famille. Cette maison disposait d'un atrium, d'une cour sans colonne pour la lumière et avec un impluvium au un centre pour capter l'eau de pluie, ainsi que de diverses pièces pour dormir (cubicumul), pour cuisiner (culina), pour manger (triclinium) et pour les représentations du maitre de maison (tablinum).

### Auguraculum
L'auguraculum, toujours en cours de fouilles, est un édifice public consacré à la divination, pratiquée par les augures et les prêtres, et la vie quotidienne des citoyens et l'activité publique. Deux puits d'offrandes et six petits dépôts de sacrifice avec des restes d'offrandes ont été retrouvés.

### Villa del Val
En dehors de l'enceinte à quelques mètres, à l'est, se trouve un autre bâtiment dans la zone où se trouve actuellement l'ermitage Nuestra Señora del Val, se trouvait la villa del Val : un complexe avec des dépendances agricoles dont l'usage principal était l'élevage de chevaux pour les courses de quadriges (Mosaïque de l'aurige).

### Autres édifices
Les spécialistes pensent que la villa de Casa de los Grifos était située à côté d'un macellum. Ce dernier a été entièrement et est conservé avec géotextile. À l'est du site se trouvent les thermes sud, lesquels sont séparés des thermes nord par la curie. À droite de la curie, il y avait la basilique, et à gauche un cryptoportique.
D'autres bâtiments sont riches en art mosaïque, comme la Maison de Bacchus et la Maison des Cupidons, avec la présence de la mosaïque d'Achille et de la mosaïque de Léda par exemple.

## Protection
Le site archéologique de Complutum fait l’objet d’un classement en Espagne en tant que zone archéologique au titre de bien d'intérêt culturel depuis le 6 mars 1992.

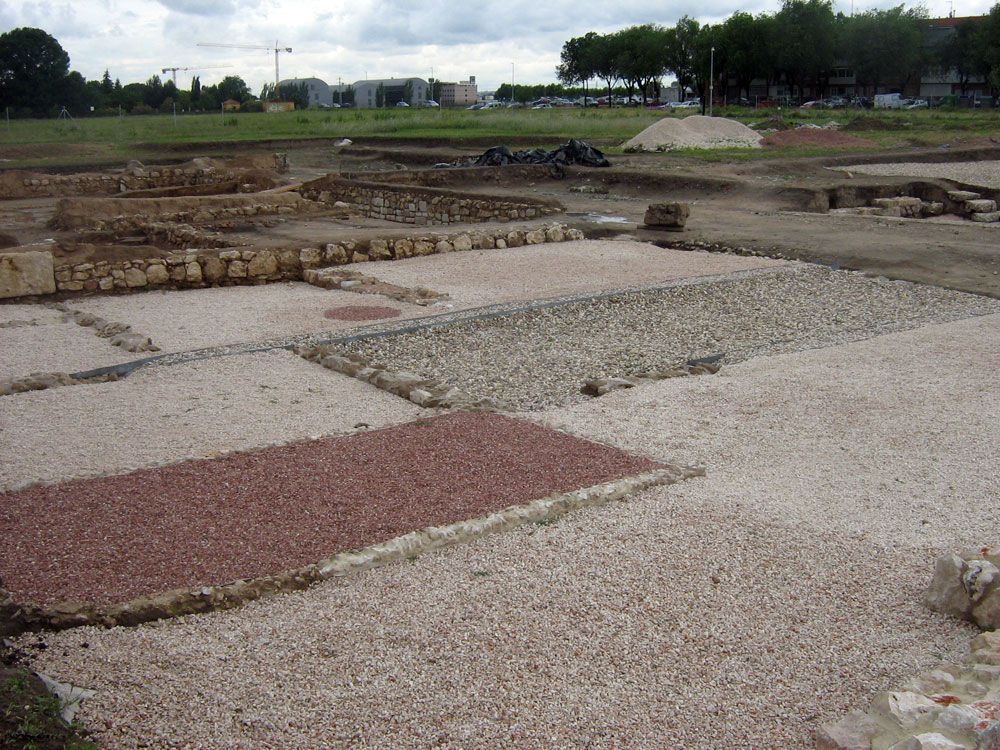
Macellum ou marché de Complutum.
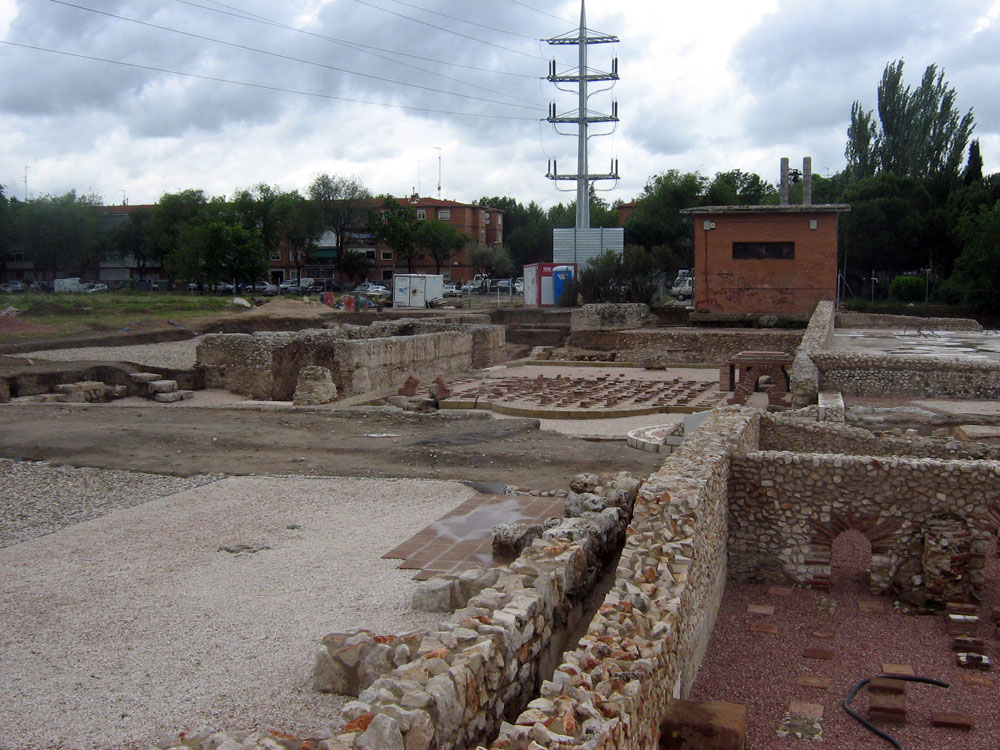
Vue générale du site, avec les thermes nord au centre de la photographie.
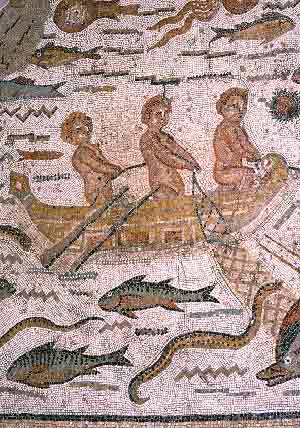
Mosaïque de la Maison d'Hippolytus.
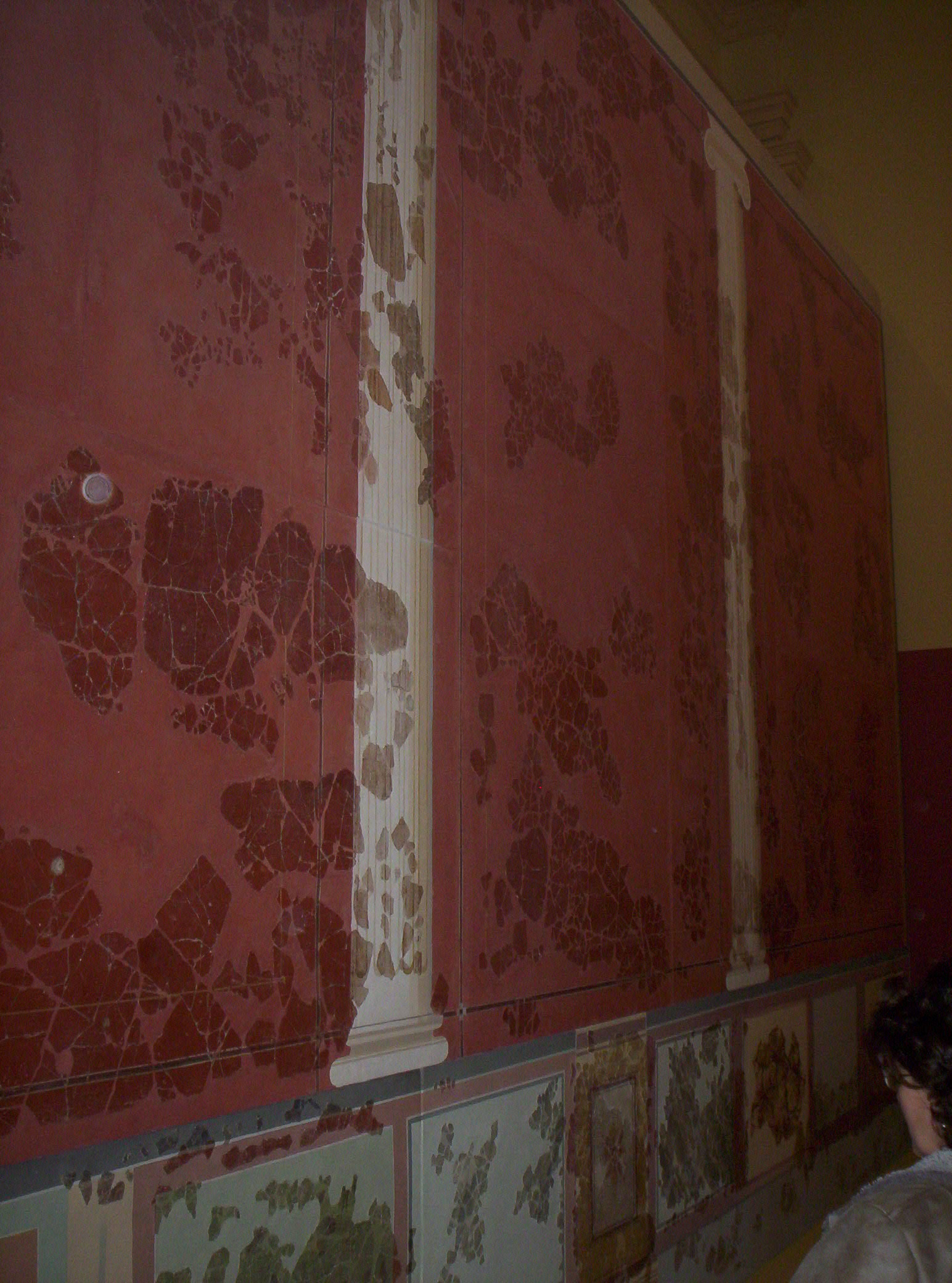
Habitación E de la Casa de los Grifos.
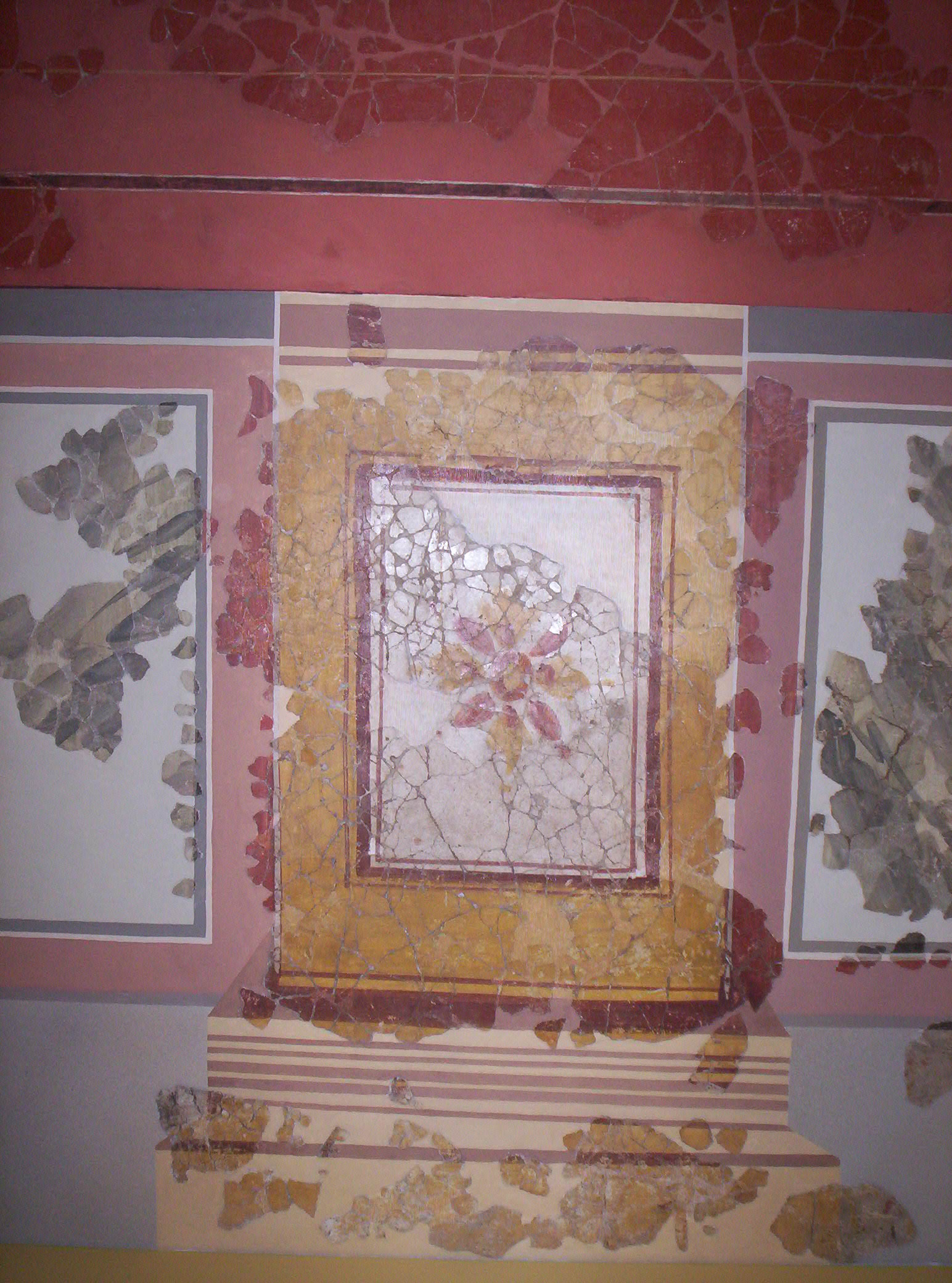
Socle de la base de l'Habitación E. Casa de los Grifos.

## Annexe

#### Article
- (es) L. Torres Balbás, « Complutum, Qal'at 'Abd Al-Salam y Alcalá de Henares », Boletín de la Real Academia de la Historia,‎ 1959, p. 155-188 (lire en ligne, consulté le 5 juillet 2017).